# Petaure de l'illa Biak
El petaure de l'illa Biak (Petaurus biacensis) és una espècie de marsupial de la família dels petàurids. És endèmic d'Indonèsia.